# McDonnell XP-67 Bat
McDonnell XP-67 Bat (Netopýr) byl prototyp (sériové číslo 43-211677) dvoumotorového jednomístného dálkového stíhacího letounu s přetlakovou kabinou. Typ vyvíjela firma McDonnell na objednávku amerických leteckých sil (USAAC). Poháněla ho dvojice motorů s válci do X, Continental XIV-1430-1, vybavených turbokompresory General Electric D-23. Ty roztáčely dvojici čtyřlistých vrtulí a jejich spaliny vytvářely díky upraveným výfukům přídavný tah. Plánovaná výzbroj se skládala ze šesti 37mm kanónů M4. Konstrukce XP-67 byla nekonvenční, s řadou nových řešení, což ale komplikovalo vývoj letounu a nakonec i vedlo ke zrušení projektu.

## Vývoj
USAAC objednalo 29. července 1941 stavbu dvou prototypů XP-67 na základě studie dálkového stíhače, vytvořené už dříve firmou McDonnell. Letadlo vypadalo dost neobvykle, protože celý trup měl profil křídla a tvořil s ním jeden celek, včetně chladičů, motorových gondol. Byla zvažována řada kombinací výzbroje, ať už šlo o šest 12,7mm kulometů, čtyři 20mm kanóny, či dokonce jeden 75mm kanón, než byla vybrána varianta se šesti kanóny ráže 37 mm.

### Testy
Přestože první prototyp XP-67 ještě nemohl létat, byl 1. prosince 1943 dodán pro pozemní testy. Poháněly ho invertní vidlicové dvanáctiválcové motory Continental XIV-1430-17/19 s turbodmychadly General Electric D-23. Už 8. prosince 1943 ale byl letoun poškozen požárem obou motorových gondol, který způsobila porucha výfukového potrubí. Prototyp byl brzy opraven a 6. ledna 1944 došlo k prvnímu letu. Ten ale musel být po šesti minutách ukončen pro poruchu motorů. Po řadě úprav pohonných jednotek proběhly další dva lety. Při čtvrtém letu 1. února 1944 XP-67 došlo k překročení otáček motorů a ty začaly hořet.
Na základě testů v aerodynamickém tunelu, dostal letoun při výměně motorů zvětšené ocasní plochy. Zkoušky prototypu byly obnoveny 23. března 1944 a pokračovaly několik dalších měsíců. Poté letoun při pěti letech vyzkoušeli piloti z USAAF. Pilotní kabinu vyhodnotili jako výbornou, vlastnosti při pojíždění jako uspokojivé, letadlo ale bylo podmotorované a mělo příliš dlouhý start. Mělo také špatnou počáteční stoupavost a akceleraci. Ostatní letové vlastnosti byly dobré. Síly v řídící páce byly malé, letoun byl stabilní ve všech rychlostech, ovšem se sklony k otřesům.
Letoun se poté vrátil do továrny k úpravám, především chlazení motorů. Piloti USAAF stroj 11. května 1944 definitivně převzali k testům. Během nich byly odstraňovány další potíže, to se ale nedařilo v případě pohonných jednotek. Největší problém bylo jejich přehřívání, které 6. září 1944 způsobilo další požár letounu, při kterém byl prototyp XP-67 vážně poškozen. USAAF proto 13. září 1944 projekt zrušilo. Druhý prototyp nebyl nikdy dokončen.

## Specifikace

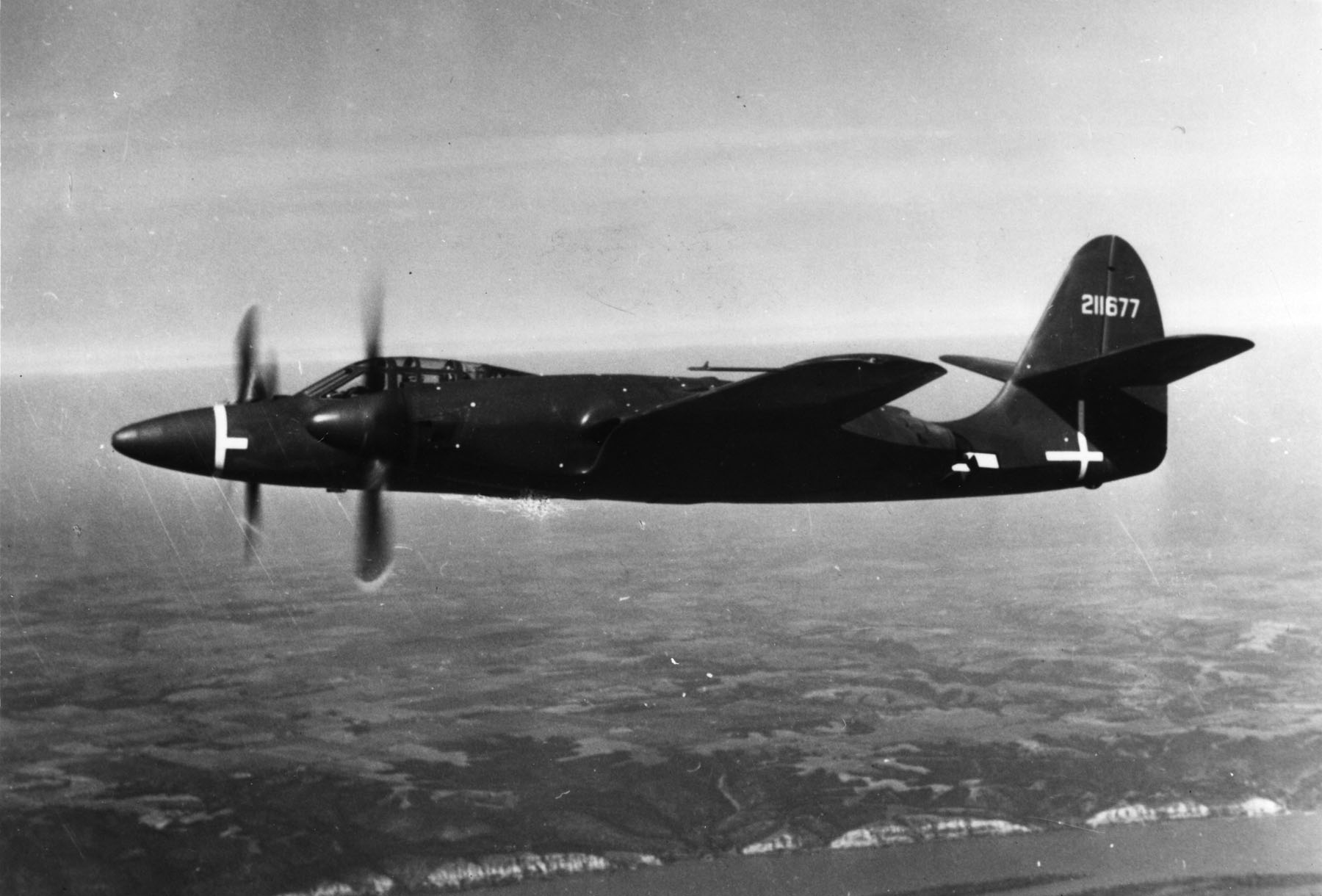
McDonnell XP-67

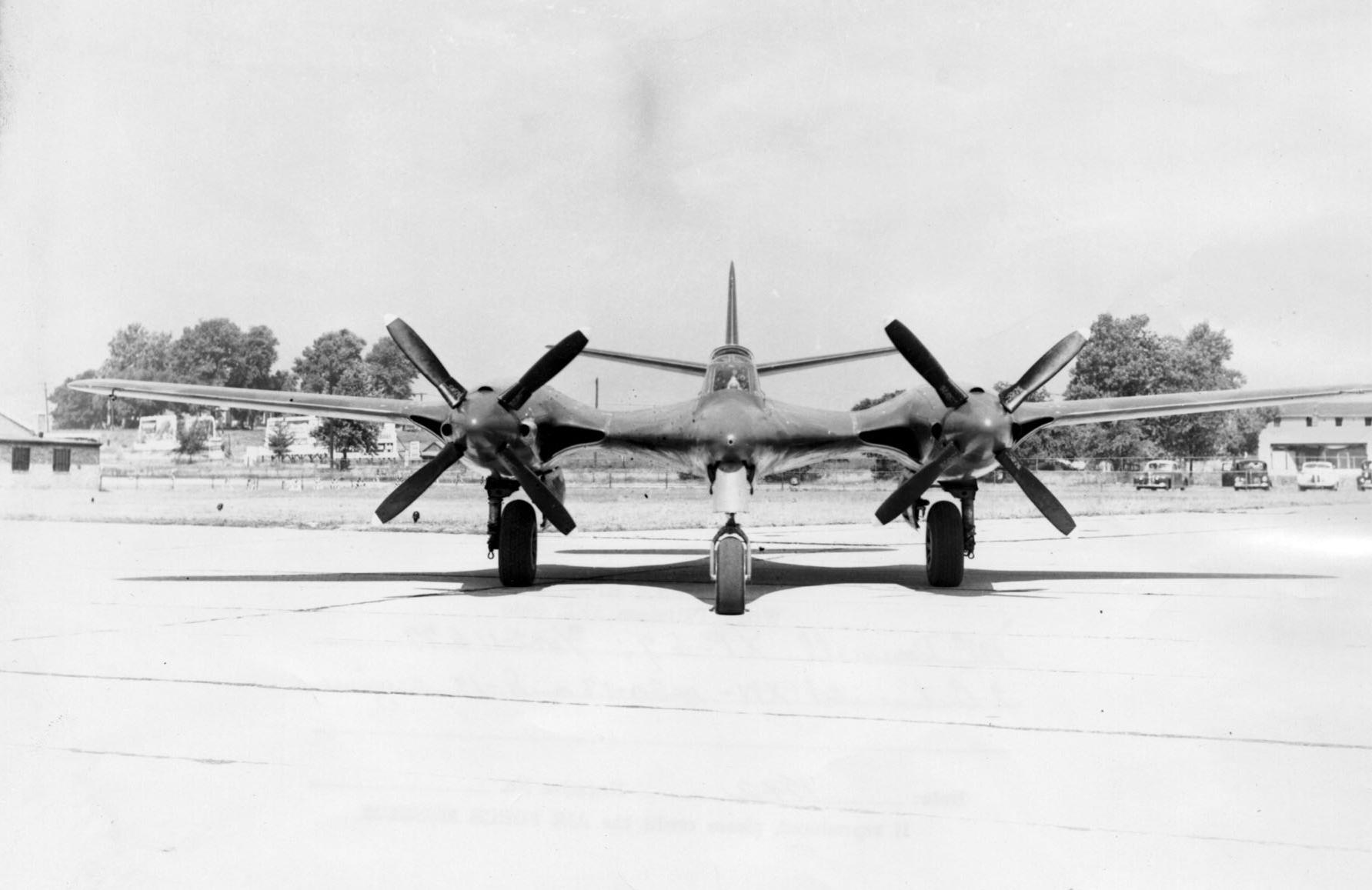
McDonnell XP-67

### Technické údaje
- Osádka: 1
- Rozpětí: 16,76 m
- Délka: 13,64 m
- Výška: 4,80 m
- Nosná plocha: 38,50 m²
- Plošné zatížení: 260 kg/m²
- Hmotnost prázdného letounu: 8050 kg
- Vzletová hmotnost: 10 030 kg
- Max. vzletová hmotnost: 11 520 kg
- Pohonná jednotka: 2× dvanáctiválec Continental XIV-1430-17/19
  - Výkon motoru: 1350 hp (1007 kW)

### Výkony
- Nejvyšší rychlost: 650 km/h
- Dostup: 11 400 m
- Stoupavost: 13 m/s
- Dolet: 3840 km

### Výzbroj
- 6× 37mm letecký kanón M4 Browning